# Mesopolobus sericeus
Mesopolobus sericeus är en stekelart som först beskrevs av Forster 1770.  Mesopolobus sericeus ingår i släktet Mesopolobus och familjen puppglanssteklar. Arten är reproducerande i Sverige. Inga underarter finns listade i Catalogue of Life.